# Tansey Coetzee
Tansey Coetzee (Johannesburgo, 8 de outubro de 1984) é uma modelo sul-africana.
Ela ganhou o título de Miss África do Sul 2007 e, mais tarde, representou a África do Sul no Miss Universo 2008, em Nha Trang, no Vietnam, terminando entre as 15 semifinalistas. Ela também representou o seu país no Miss Mundo 2008 em Johannesburgo, sua cidade natal, em 13 de dezembro de 2008, onde alcançou o 5º lugar.
Tansey se formou em Comunicação corporativa pela Rand Afrikaans University. Além disso, é modelo e dançarina. Fala inglês, espanhol e africâner.